# Narancssárga laskagomba
A narancssárga laskagomba (Phyllotopsis nidulans) a pereszkefélék családjába tartozó, Eurázsiában és Észak-Amerikában honos, elhalt fatörzseken élő, nem ehető gombafaj.

## Megjelenése
A narancssárga laskagomba kalapja 2–7 cm széles; többé-kevésbé legyező vagy félkör alakú, kissé domború. Felszíne száraz, fiatalon meglehetősen szőrös. Széle fiatalon begöngyölt. Színe kezdetben fehéres, majd élénk narancssárga lesz, idősebben sárgásnaranccsá, sötétsárgává fakul. 
Húsa puha, halvány narancsszínű, sérülésre nem változik. Íze többé-kevésbé kellemetlen, szaga erős, kellemetlen.  
Lemezei, sűrűek, vékonyak, gyakoriak a féllemezek. Színűk élénk vagy halványabb narancsszín.
Tönkje hiányzik vagy csökevényes és excentrikus elhelyezkedésű. 
Spórapora fehéres, halvány rózsaszínű árnyalattal. Spórája kolbász formájú, sima, mérete 4,5–6 x 1,5–2,5 µm.

### Hasonló fajok
A többi laskagombától színe alapján lehet megkülönböztetni. 

## Elterjedése és termőhelye
Eurázsiában és Észak-Amerikában honos. Magyarországon ritka.
Lombos fák vagy fenyők elhalt törzsén él, azokban fehér korhadást okoz. Ősztől tél elejéig terem. 

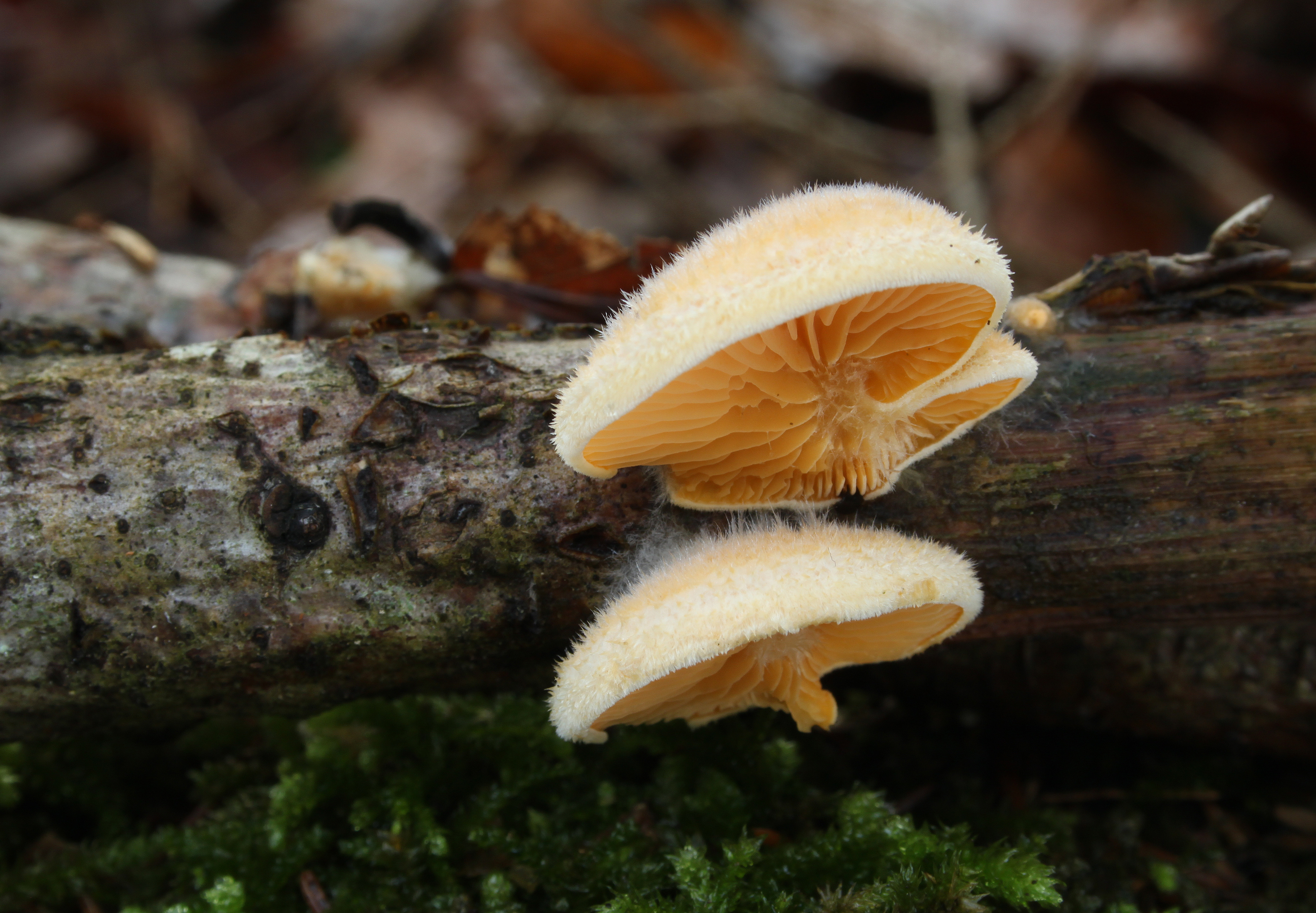
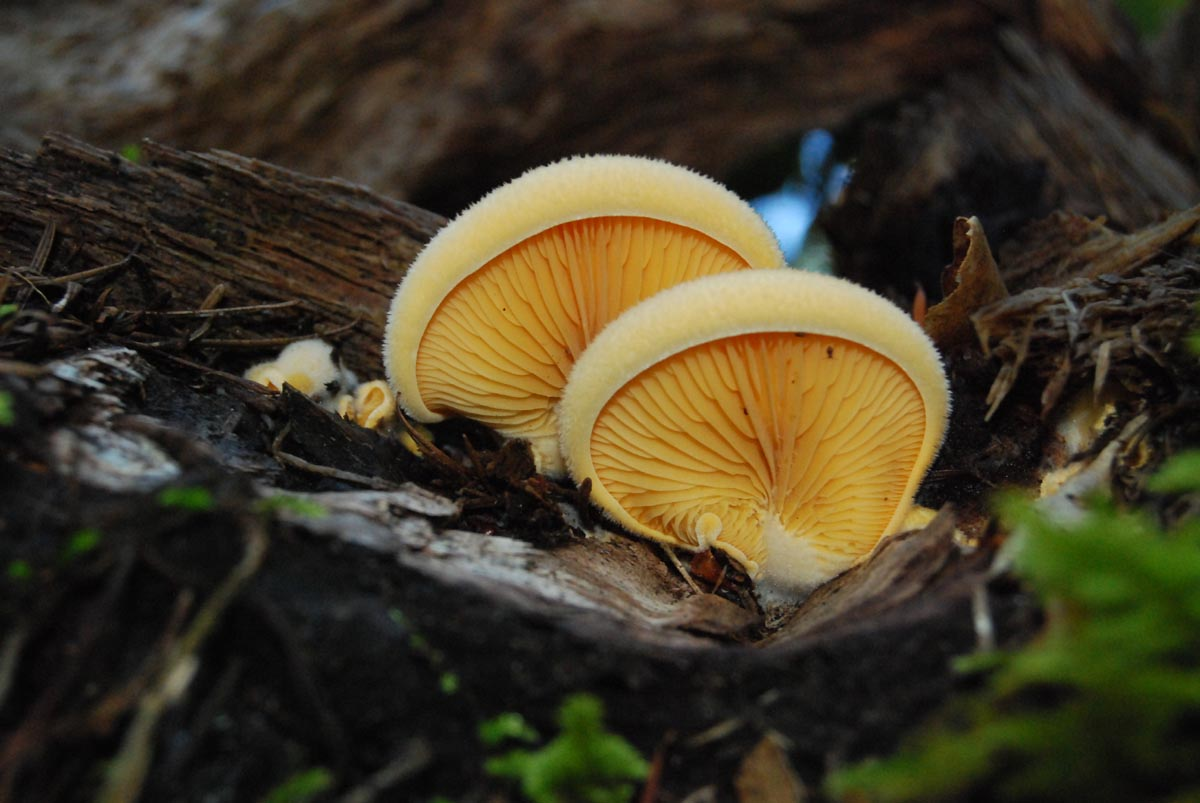
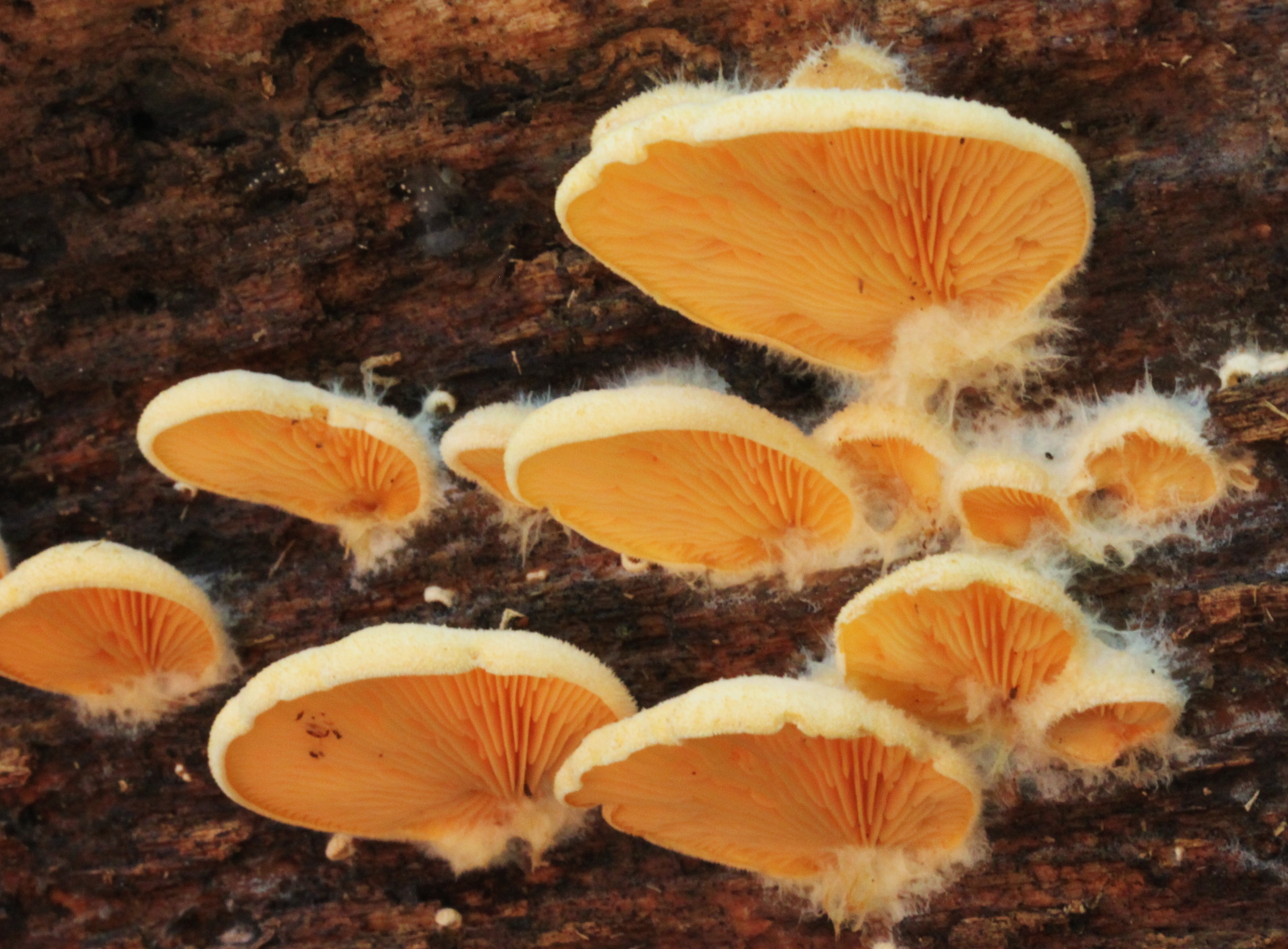
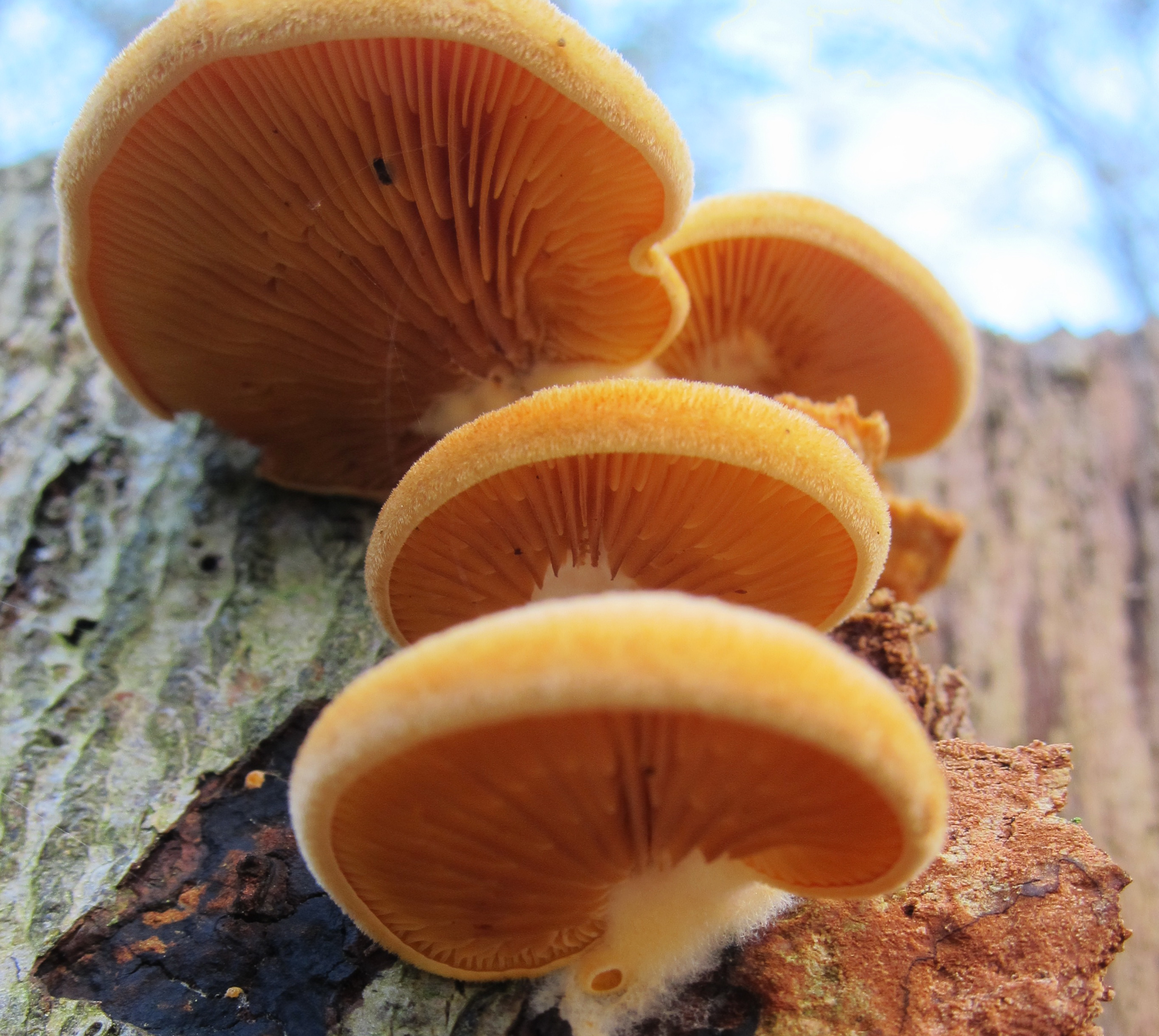
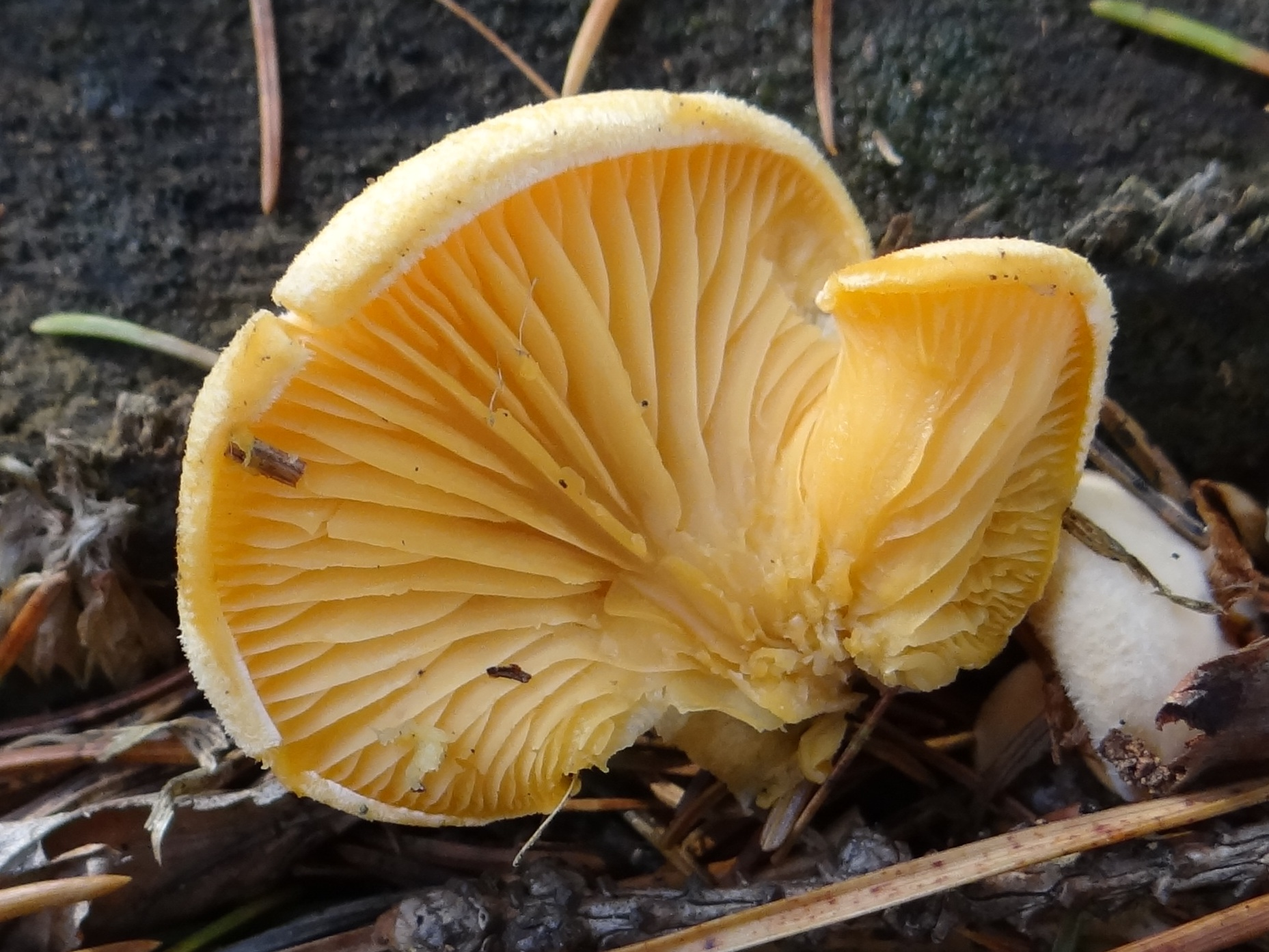

Nem ehető. 